# Heliophanus anomalus
Heliophanus anomalus este o specie de păianjeni din genul Heliophanus, familia Salticidae, descrisă de Caporiacco, 1947. Conform Catalogue of Life specia Heliophanus anomalus nu are subspecii cunoscute.